# Metopolophium dirhodum
Metopolophium dirhodum (лат.), Розанно-злаковая тля — вид тлей из подсемейства Aphidinae (Macrosiphini). Встречается повсеместно, включая такие регионы как Европа, Азия, Африка, Америка, Австралия.

## Описание
Мелкие насекомые, длина 1,6—2,9 мм, зеленого или желтовато-зелёного цвета. На лбу посередине расположен бугорок. 
Двудомны, весной ассоциированы с дикими и культивируемыми розами и шиповником (Rosaceae), а летом мигрируют на осоковые (Cyperaceae) и злаковые растения (Poaceae, в том числе, овёс, пшеница, ячмень, рожь, рис и другие). Встречаются на листьях и верхушках молодых побегов. Диплоидный набор хромосом 2n=18.